# Jessye Norman
Jessye Norman (15. září 1945 Augusta – 30. září 2019 New York) byla americká operní zpěvačka, (soprán). Její repertoár zahrnoval opery a romantické písně, ale také spirituály a jazz. Získala pět cen Grammy.

## Životopis

### Raná léta a hudební výchova
Narodila se v Augustě ve státě Georgia v rodině pojišťovacího agenta Silase Normana a učitelky Janie King-Norman. Rodina měla pět dětí a všichni členové byli amatérští hudebníci. Matka a babička byly klavíristky a otec zpíval v církevním sboru. Všichni bratři a sestry se brzy naučili hrát na pianino. Jessye už v dětství často a ráda zpívala. Chodila do základní školy Charlese T. Walkera a v raném dětství se osvědčila jako talentovaná zpěvačka. Ve čtyřech letech zpívala gospelové písně v kostele Mount Calvary Baptist Church. V sedmi letech se zúčastnila své první vokální soutěže a na třetím místě skončila jen kvůli chybě ve druhé sloce hymnu „Bůh se o tebe postará“. Později v rozhovoru řekla: „Myslím, že se o mě postaral. Byla to moje poslední veřejná chyba “. Když jí bylo devět let, dostala k narozeninám rádio a díky pravidelnému vysílání z Metropolitní opery, které poslouchala každou sobotu, objevila brzy svět opery. Hluboce na ni zapůsobily nahrávky Mariany Anderson a Rosy Ponselle, které byly inspirací pro její pozdější kariéru. První hlasovou výchovu získala od Rosy Harris Sanders Creque, která byla její učitelkou hudby na střední škole A.R.Johnsona (A. R. Johnson Junior High School). U ní pak pokračovala v soukromých hlasových lekcích a navštěvovala střední školu Lucy C. Laney Senior High School v centru Augusty. Byla to Rosy Harris Sanders, která poznala, že její hlas je zvláštní a zařídila jí stipendium na Howard University. Během studia na Howardu studovala zpěv u Carolyn Grant, zpívala v univerzitním sboru a jako sólistka v Lincoln Temple United Church of Christ. V roce 1964 se stala členkou Gamma Sigma Sigma.
Studium hudby na Howard University ukončila roku 1967 a získala akademický titul bakalář.

### Kariéra
Hodiny zpěvu měla u Alice Duschak v Baltimoru a Pierra Bernaca v Michiganu. V roce 1968 získala první cenu na mezinárodní hudební soutěži ARD v Mnichově. Poté debutovala v roce 1969 v roli Elisabeth v opeře Richarda Wagnera Tannhäuser v Deutsche Oper Berlin. Během druhé přestávky jí bylo nabídnuto čtyřleté angažmá, které přijala. Zpívala roli hraběnky Almavivy v Mozartově Figarově svatbě (Le nozze di Figaro) a v lednu 1972 titulní roli ve Verdiho Aidě v nové inscenaci pod vedením Claudia Abbada.
V následujících letech vystupovala s různými německými a italskými operními soubory. V roce 1972 poprvé hostovala v milánské La Scale pod vedením Claudia Abbada v roli Aidy ve stejnojmenné Verdiho opeře. Ve stejném roce poprvé zpívala Cassandru v opeře Les Troyens od Hectora Berlioze v Royal Opera House Covent Garden v Londýně. První vystoupení v USA absolvovala roku 1972 v Los Angeles a roku 1973 v Lincoln Center. V následujících třech letech rozvinula mnohostrannou koncertní a operní činnost, která ji zavedla k opernímu festivalu Maggio Musicale Fiorentino, kde se zúčastnila představení opery Afričanka (L'Africaine) od Giacoma Meyerbeera a oratoria Deborah Georga Friedricha Händela.
V této době se začala zabývat repertoárem písní, který byl zvláště vhodný pro její hlas. Do roku 1980 nezpívala žádné další opery, ale soustředila se výhradně na svět písní, ve kterém si vytvořila pozoruhodný repertoár. Mezi její speciality patřily Wagnerovy Wesendonck-Líeder, Gurre-Lieder Arnolda Schönberga a Altenberg-Lieder Albana Berga . Kromě toho se intenzivně zabývala francouzskými skladateli, jako byli Henri Duparc, Francis Poulenc, Gabriel Fauré a písněmi Modesta Petroviče Musorgského.
Od roku 1981 dávala opakovaně písňové večery při Salcburském festivalu. Tam vystoupila také v roce 1987 pod vedením Herberta von Karajana s Isoldinou Liebestod. V roce 1982 se vrátila na operní scénu ve Filadelfii v roli Dida v opeře Dido a Aeneas od Henryho Purcella. V roce 1983 se poprvé objevila v Metropolitní opeře, kde zpívala Cassandru v Les Troyens při výroční inscenaci ke stému výročí opery. Jessiiným partnerem byl tehdy Placido Domingo a inscenace měla obrovský úspěch. Roku 1985 zpívala ve Vídeňské státní opeře (Wiener Staatsoper) titulní roli v opeře Richarda Strausse Ariadne auf Naxos. Wagner spolu s Mahlerem a R. Straussem tvořili základ jejího operního a koncertního repertoáru.
V 80. a 90. letech dvacátého století vystupovala v mnoha velkých koncertních budovách, včetně Lyric Opera v Chicagu (debut v roce 1990 s Alceste od Christopha Willibalda Glucka), ve Scale, Philharmonii Berlín a v Royal Opera House v Londýně.
Vystoupila na festivalech Verbier, Saito Kinen, Festival d’Aix-en-Provence, na Salcburském festivalu a zazpívala Marseillaisu u příležitosti 200. výročí francouzské revoluce. V roce 1988 zpívala Amazing Grace jako finále koncertu Solidarity pro Nelsona Mandelu. V roce 1996 zahajovala letní olympijské hry v Atlantě. Od 1990. let začala také pracovat v jazzu a vypracovala programy s hudbou komponistů Michela Legranda a Duke Ellingtona.
Na počátku 21. století byla jednou z nejuniverzálnějších, nejpopulárnějších a nejlépe placených pěvkyň. Důsledně prokázala jasné hlasové dovednosti, propracovanou muzikálnost a smysl pro styl. Měla bohatý komorní a vokálně-symfonický repertoár od Bacha a Schuberta po Mahlera, Schönberga , Berga a Gershwina. Nahrála také několik disků duchovních a populárních amerických i francouzských písní.
28. června 2001 Jessye Norman a Kathleen Battle zpívaly ve chrámu Dia Olympského v Athénách sborovou symfonii řeckého skladatele a umělce Vangelise, Mythodea - Hudba pro misi NASA: 2001 Mars Odyssey, (Mythodea — Music for the NASA Mission: 2001 Mars Odyssey), spolu se  sborem Řecké národní opery a s London Metropolitan Orchestra.
1. března 2002 zazpívala americkou vlasteneckou píseň America the Beautiful při zahajovacím ceremoniálu odhalení dvou monumentálních světelných sloupů v místě bývalého Světového obchodního centra na památku obětí teroristických útoků z 11. září 2001 v New Yorku.
Zemřela 30. září 2019 v New Yorku. Příčinou smrti bylo mnohočetné orgánové selhání způsobené následky poranění míchy v roce 2015.

### Typ hlasu
Její hlas se vyznačoval značnou neobvyklostí a bylo obtížné jej jednoznačně zařadit. Nejčastěji hrála role určené pro dramatický soprán, ale se stejným úspěchem také mezzosopránové a dokonce i kontraaltové role. Byl to tedy hlas, který nezapadal do běžně přijímaného systému hlasové klasifikace, a zároveň velmi silný, charakterizovaný výraznou silou dramatického výrazu a temným zabarvením pro sopranistku netypickým. Vyznačoval se značným rozsahem i když na konci své kariéry vysoké sopránové noty ztratily velkou část své bývalé nádhery. To bylo doplněno majestátním jevištním projevem (byla velmi vysoká a silná) a cennými hereckými dovednostmi. To byl jeden z důvodů, proč  vystupovala i mimo standardní operní repertoár. Její zpěv se vyznačoval nejen silou a dramatem nebo vynikající technikou dýchání, ale také muzikálností a interpretační jemností. Byla známá svým vynikajícím kontaktem s publikem a její výrazná a silná osobnost se projevovala i během představení.

## Vyznamenání
- Jessye Norman byla pětkrát vyznamenána cenou Grammy.
  - V roce 1984 za nahrávku písní Maurice Ravela – za nejlepší výkon klasického vokálního sólisty (Best Classical Vocal Soloist performance).
  - V roce 1988 jako sólistka oceněné interpretace opery Lohengrin v inscenaci od sira Georga Soltiho.
  - V roce 1989 v rámci ocenění opery Valkýra v inscenaci Jamese Levina.
  - V roce 1998 společně s Pierrem Boulezem za nahrávku opery Bély Bartóka, Modrovousův hrad
  - V roce 2006 za celoživotní dílo.[13]

- Grand Prix du Disque.
- Cena Kennedyho centra (United States Kennedy Center Honor) za umění a za humanitární zapojení, 1997.
- Čestný člen Vídeňského koncertního centra (Wiener Konzerthausgesellschaft).
- Vítěz medaile Radcliffe z roku 1997 (Radcliffe Medal),, kterou každoročně uděluje sdružení Radcliffe College Alumnae Association na počest jednotlivců, jejichž životy a práce měly významný dopad na společnost.
- Komandér Řádu umění a literatury (Commandeur de l'Ordre des Arts et des Lettres), 1984.
- Řád čestné legie (Ordre de la Légion d’honneur), 1989.
- Zvláštní vyslanec OSN, 1990.
- Cena Hudebního festivalu v Brémách (Bremer Musikfest-Preis), 2001.
- Člen Americké akademie umění a věd (American Academy of Arts and Sciences), 2007.
- Rakouský čestný kříž za vědu a umění 1. třídy (Österreichisches Ehrenkreuz für Wissenschaft und Kunst I. Klasse), 2008.[14]
- (National Medal of Arts), 2009.
- Wolfova cena za umění (Wolf-Preis), 2015.

## Diskografie (výběr)

### Solové nahrávky
- With a Song in My Heart (1984)
- Christmastide (1990)
- Amazing Grace (1991)
- Jessye Norman at Notre Dame (live) (1991)
- Classics (1992)
- Lucky to Be Me (1992)
- In the Spirit (1996)
- Jessye Norman (1999)
- I Was Born in Love With You (2000)
- Jessye Norman Sings Michel Legrand